# Ceratina cyanura
Ceratina cyanura är en biart som beskrevs av Cockerell 1918. Ceratina cyanura ingår i släktet märgbin, och familjen långtungebin. Inga underarter finns listade i Catalogue of Life.